# Ooldea-Schmalfuß-Beutelmaus
Die Ooldea-Schmalfuß-Beutelmaus (Sminthopsis ooldea) ist eine Art aus der Gattung der Schmalfuß-Beutelmäuse (Sminthopsis), die in Australien endemisch ist.

## Beschreibung
Dieser Raubbeutler ähnelt stark seinem Verwandten Sminthopsis hirtipes. Die Fellfarbe ist am Rücken graugelb, am Bauch weiß mit dunklen Flecken am Kopf und auf der Stirn. Der Schwanz ist nur spärlich behaart und karottenförmig. Die gesamte Körperlänge beträgt zwischen 115 mm und 173 mm, wobei der Schwanz 60 mm bis 93 mm der Länge ausmacht. Die Ohrlänge beträgt 14 mm bis 17 mm. Das Gewicht variiert zwischen 10 g und 18 g. 

## Verbreitung & Lebensraum
Das Verbreitungsgebiet dieser Schmalfuß-Beutelmaus erstreckt sich von der Tanamiwüste im Northern Territory in die benachbarten Gebiete Western Australias bis nach  Ooldea in South Australia; auf diesen Ort bezieht sich das Epitheton ooldea. Die Art bewohnt aride Eukalyptus- und Akazienwälder, grasbewachsene Hügelländer und Buschland.

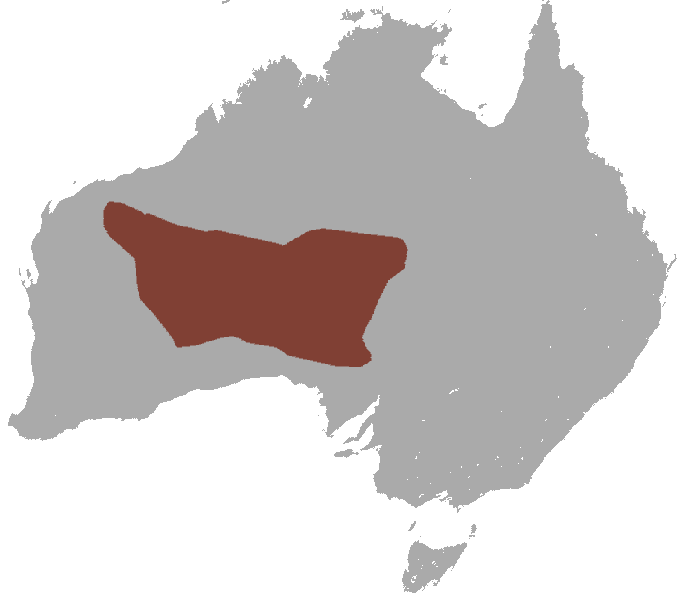
Verbreitungskarte von Sminthopsis ooldea

## Fortpflanzung
Die acht Jungen werden zwischen September und November geboren. Mehr ist über die Fortpflanzung nicht bekannt. Die Art ist nachtaktiv und lebt in Erdlöchern und hohlen Baumstämmen.

## Ernährung
Es wird vermutet, dass sich S. ooldea von Insekten ernährt.

## Bedrohung
Diese Art ist nicht bedroht. Die IUCN listet sie als „ungefährdet“ (least concern).